# Motaz Hawsawi
Motaz Hawsawi (1992. február 17. –) válogatott szaúd-arábiai labdarúgó, hátvéd.

## Pályafutása

### Klubcsapatokban
2014–2022 között az Al-Ahli, 2022–23-ban az Et-Távun, 2023–24-ben az Ohod labdarúgója volt.

### A válogatottban
2012–2018 között 19 alkalommal szerepelt a szaúd-arábiai válogatottban. Részt vett a 2018-as oroszországi világbajnokságon.